# Сан-Раймунду-Нонату (микрорегион)

Сан-Раймунду-Нонату на карте.

Сан-Раймунду-Нонату (порт. Microrregião de São Raimundo Nonato) — микрорегион в Бразилии, входит в штат Пиауи. Составная часть мезорегиона Юго-запад штата Пиауи. Население составляет 135 122 человека на 2010 год. Площадь — 27 505,760 км². Плотность населения — 4,91 чел./км².

## Демография
Согласно сведениям, собранным в ходе переписи 2010 г. Национальным институтом географии и статистики (IBGE), население микрорегиона составляет:
| Полное население                             | Полное население                             | Полное население                             | Полное население                             | 135 122 |
| -------------------------------------------- | -------------------------------------------- | -------------------------------------------- | -------------------------------------------- | ------- |
| в том числе:                                 | Городское население                          | 59 562                                       | Процент городского населения, %              | 44,08   |
|                                              | Сельское население                           | 75 560                                       | Процент сельского населения, %               | 55,92   |
|                                              | Мужское население                            | 68 181                                       | Процент мужского населения, %                | 50,46   |
|                                              | Женское население                            | 66 941                                       | Процент женского населения, %                | 49,54   |
| Плотность населения, чел/км²                 | Плотность населения, чел/км²                 | Плотность населения, чел/км²                 | Плотность населения, чел/км²                 | 4,91    |
| Население микрорегиона в % к населению штата | Население микрорегиона в % к населению штата | Население микрорегиона в % к населению штата | Население микрорегиона в % к населению штата | 4,33    |

## Статистика
- Валовой внутренний продукт на 2003 год составляет 196 222 511,00 реалов (данные: Бразильский институт географии и статистики).
- Валовой внутренний продукт на душу населения на 2003 год составляет 1568,74 реалов (данные: Бразильский институт географии и статистики).
- Индекс развития человеческого потенциала на 2000 год составляет 0,613 (данные: Программа развития ООН).

## Состав микрорегиона
В составе микрорегиона включены следующие муниципалитеты:
1. Анизиу-ди-Абреу
2. Бонфин-ду-Пиауи
3. Брежу-ду-Пиауи
4. Канту-ду-Бурити
5. Каракол
6. Коронел-Жозе-Диас
7. Дирсеу-Арковерди
8. Дон-Иносенсиу
9. Фартура-ду-Пиауи
10. Гуарибас
11. Журема
12. Пажеу-ду-Пиауи
13. Сан-Брас-ду-Пиауи
14. Сан-Лоренсу-ду-Пиауи
15. Сан-Раймунду-Нонату
16. Тамборил-ду-Пиауи
17. Варзеа-Бранка